# هیچ‌گاه برای پدرم آواز نخواندم
هیچ‌گاه برای پدرم آواز نخواندم (به انگلیسی: I Never Sang for My Father) یک فیلم سینمایی آمریکایی محصول سال ۱۹۷۰ در ژانر درام به کارگردانی گیلبرت کیتس با بازی جین هکمن است.